# Löschfunkensender

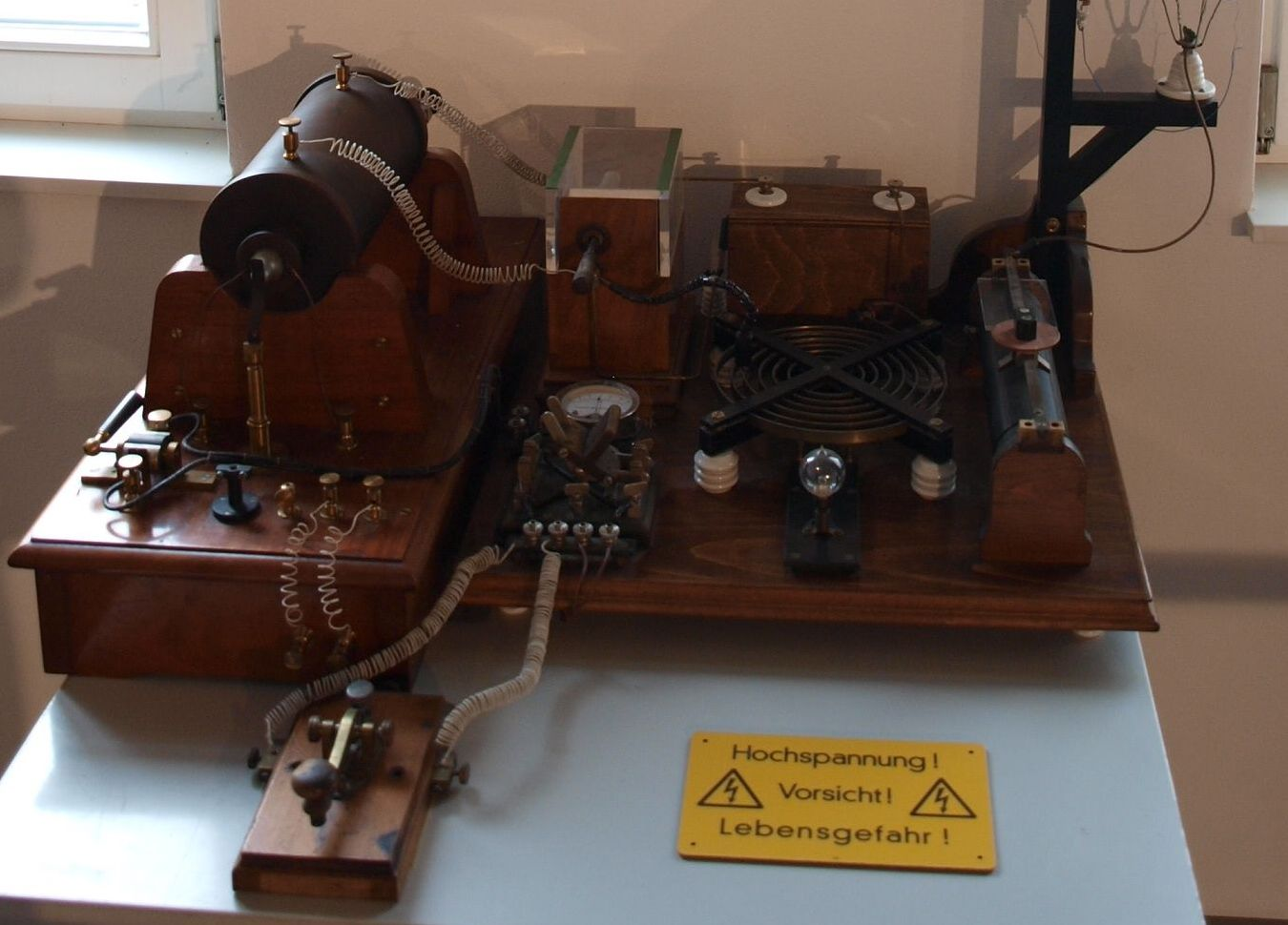
Löschfunkensender zum Versenden von Morsezeichen im Vorarlberger Elektromuseum

Der Löschfunkensender, auch Tonfunkensender genannt, war eine Weiterentwicklung des Knallfunkensenders und diente wie dieser zur Übermittlung von Morsesignalen in der drahtlosen Telegrafie. Er wurde 1905 von Max Wien entwickelt und fand in der Anfangszeit der Funktelegrafie, insbesondere im Seefunkverkehr, weite Verbreitung. So war es auch dieser Sendertypus, der 1909 sowohl den ersten FT‑Notruf überhaupt als auch 1912 das in die Geschichte eingegangene SOS-Zeichen der Titanic übermittelte.

## Aufbau
Der Löschfunkensender basiert auf dem Prinzip des Anregens eines elektrischen Schwingkreises durch Spannungsüberschläge, getaktet mittels einer Wechselstromquelle von z. B. 500 Hz. Zunächst wird ein Kondensator auf einige Kilovolt aufgeladen. Nach dem Überschreiten der Mindestspannung zündet die Funkenstrecke und der Kondensator entlädt sich über die Spule. Beide zusammen ergeben einen Reihenschwingkreis, der seine Energie an die Antenne abgibt.
Die Funkenstrecke ist im Aufbau in mehrere Abschnitte von 0,2 mm Länge unterteilt. In jeder Einzelstrecke werden die Teillichtbögen durch große Metallpakete gekühlt, damit sie wieder schnell abreißen („gelöscht“ werden). Das ermöglicht bei 500 Hz Wechselspannung ca. 1000 Funken pro Sekunde (je Halbwelle eine Aufladung), gegenüber nur rund 30 Funken beim Knallfunkensender, was sich durch einen „angenehmen“ Summton auf der Empfangsseite bemerkbar macht, der sich im Gegensatz zum „Knarren“ der Knallfunkensendungen gut von atmosphärischen Störungen unterscheiden lässt. Daher nannte man diesen Sendertyp auch Tonfunkensender.
Da die Funken nach wenigen Mikrosekunden wieder abreißen, wird die Stromversorgung nicht beschädigt, obwohl sie immer wieder kurzgeschlossen wird. Ihr Strom ist durch die Eigeninduktivität begrenzt und die Hochfrequenz wird durch Drosselspulen ferngehalten. Die Resonanzkreise von Tesla-Transformatoren werden häufig mit Löschfunkenstrecken betrieben.
1908 führte die Berliner Gesellschaft für drahtlose Telegraphie m.b.H., System Telefunken diesen Sendertyp ein. Löschfunken- und Knallfunkensender erzeugen als Morsesignal gedämpfte Schwingungen, die mit sehr einfachen Detektorempfängern gehört werden konnten. Für die Übertragung von Sprache und Musik können jedoch nur konstante (ungedämpfte) Schwingungen verwendet werden, die entsprechend moduliert werden, was andere Schwingungserzeuger erfordert. Für modulierte Übertragungen von Sprach- und Musiksignalen dienten die in Folge entwickelten Lichtbogensender, Maschinensender und dann die Sendeanlagen mit Elektronenröhren.